# Nasreddin in Buchara
Nasreddin in Buchara (Originaltitel russisch Насреддин в Бухаре, usbekisch Nasriddin Buxoroda, kyrillisch Насриддин Бухорода) ist ein sowjetischer Spielfilm, der 1943 im Taschkenter Kino-Studio für künstlerische Filme nach dem 1940 von Leonid Solowjew entstandenen Roman Der Unruhestifter gedreht wurde. Regie führten Jakow Protasanow, Nabi G'anijew und Roman Tichomirow.

## Handlung
Etwa im 13./14. Jahrhundert trifft Nasreddin, nach vielen Abenteuern in der halben Welt, mit seinem Esel in der Stadt Buchara ein. Hier herrscht ein reges Treiben, da an diesem Tag ein Basar stattfindet und der Emir Gericht halten will. 
Doch bereits beim Einlass in die Stadt wird sein Einfallsreichtum gefordert, um ohne die vielen verschiedenen Steuern zu bezahlen hineinzukommen. Nachdem ihm das gelungen ist, entdeckt er an einem Teich das junge, hübsche Mädchen Gjuldschan, das dort in einem Krug Wasser holt, in die er sich sofort verliebt und die er kleines Krötlein nennt. Im Gegenzug vergleicht sie ihn mit einem Esel. Plötzlich herrscht eine große Aufregung am Teich, denn ein Mann droht zu ertrinken. Da alle Versuche diesen zu retten scheitern, zeigt Nasreddin, wie man es richtig macht. Er erkennt, dass es sich um einen reichen Mann handelt, hält ein Geldstück in Richtung des Ertrinkenden, der nach diesem greift und dadurch immer näher an das Ufer kommt, bis er auf dem Trockenen steht. Bei dem Geretteten handelt es sich um den Wucherer Dschafar, der kurz zuvor dem Töpfer Nijas androhte, er werde ihn vor das Gericht bringen, wenn er nicht umgehend das erhaltene Darlehen von 100 Denga plus 300 Prozent Zinsen und 10 Denga Unkosten zurückzahlt.
Dschafar zieht mit dem Töpfer tatsächlich vor Gericht, wo dieser den Emir um eine Stundung seiner Schulden bittet. Doch mehr als eine Stunde Aufschub kann er nicht erreichen. Wenn Nijas in dieser Zeit das Geld nicht auftreibt, müssen er und  seine ganze Familie in Zukunft dem Gläubiger als Sklaven dienen. Nasreddin, der den Vorgang beobachtet hat, tröstet den Töpfer und verspricht ihm die geforderten 410 Denga zu besorgen. Mit einer lustigen Geschichte über die Schlauheit seines Esels, zieht er die Menschen in einer Gaststätte auf seine Seite. Als er dann noch erzählt, dass er, der auf der ganzen Welt bekannte Schelm Nasreddin ist, wollen sie ihm bei der Besorgung der 410 Danga behilflich sein. Da keiner von ihnen Geld besitzt, gibt jeder der Anwesenden Dinge, er entbehren kann, auch wenn sie zum Teil schon alt und kaputt sind. Er findet auch einen Käufer, der nach langen Verhandlungen den ganzen Betrag bezahlt, es handelt sich um den Wucherer Dschafar. Dieser erzählt ihm, dass er sich schon lange das hübscheste Mädchen Bucharas wünscht und er es heute Mittag zur Frau nehmen wird. Eine Minute vor dem Ablauf der Frist bezahlt Nasreddin für Nijas die geforderte Summe an Dschafar. Als sich neben dem Töpfer auch noch dessen Tochter Gjuldschan bedankt, erkennt Nasreddin, dass es sich bei ihr um das Krötlein handelt, was ihn besonders freut.
Dschafar sinnt auf Rache und erzählt dem Emir von dem schönen Mädchen, welches gut zu seinen Frauen passen würde. Dieser erteilt den Auftrag an seine Bediensteten, Gjuldschan in den Palast zu bringen, wo er sie noch in der gleichen Nacht im Harem besuchen will. Die Entführung gelingt und Gjuldschan wird für die Nacht mit dem Emir geschminkt, wobei sie umgehend erkrankt.
Der Emir ist wütend darüber, dass Nasreddin immer noch frei herumläuft, obwohl ihm der türkische Sultan aus Stambul schon vor längerer Zeit geschrieben hat, dass er ihn hat köpfen lassen und der Schah von Teheran hätte ihn wohl in viele kleine Scheibchen schneiden lassen. Nun beauftragt er in der ganzen Stadt Spione, die herausfinden sollen, wo er steckt und stellt auch eine Belohnung von 3000 Denga in Aussicht. Doch das Auffinden ist nicht so einfach, denn Nasreddin versteckt sich unter Frauenkleidern, bei denen auch das Gesicht bedeckt ist. Als der Emir erfährt, dass Nasreddin sich in Frauenkleidern auf dem Basar befindet, lässt er dort durch seine Leute alle weiblich gekleideten Personen überprüfen, was den Zorn der dort befindlichen Muselmanen provoziert. Dadurch kommt es zu einer wilden Prügelei, die es Nasreddin ermöglicht unerkannt zu verschwinden.
In diesem Durcheinander kommt der Heilkundige und Sterndeuter Gussein-Guslija aus Bagdad nach Buchara und sucht den Weg zum Emir, der ihn erwartet. Nasreddin sieht seine Chance als diese Person in den Palast des Emirs zu kommen, um Gjuldschan zu befreien. Mit einem Trick überzeugt er den Gelehrten, die Kleider mit ihm zu tauschen und erklärt ihm, dass der Emir ihn köpfen will. Mit seiner neuen Identität gelingt es ihm das Vertrauen des Emirs zu gewinnen. Sogar das Verhör des inzwischen gefangen genommenen echten Gussein-Guslija soll er übernehmen. Auch das neu eingelieferte und erkrankte Mädchen im Harem soll er heilen, weshalb er diesen, allerdings nur in Begleitung des Emirs, sogar betreten darf. Nun kennt er den Weg und macht sich an die Befreiung Gjuldschans. Mit einem Trick lenkt er die Wache am Harem ab, holt das Krötlein heraus und muss nun die Wache des Palastes ablenken. Das gelingt ihm, indem er sich als Nasreddin zu erkennen gibt, dessen Fangprämie durch den Emir auf 10000 Denga erhöht wurde. Da die Wächter sich die Prämie verdienen wollen, rennen sie ihm hinterher, so dass Gjuldschan den Palast ungehindert verlassen kann. Nasreddin gelingt die Flucht, kann sich wieder als Gelehrter verkleiden und begibt sich erneut zum Emir, wo er in Sicherheit ist.
Als der Emir auf dem Marktplatz Gericht hält und gerade den Töpfer Nijas enthaupten will, schreitet Nasreddin, immer noch verkleidet als Gussein-Guslija, ein. Er setzt beim Emir durch, dass allen Angeklagten die Freiheit geschenkt wird, wenn er Nasreddins Aufenthaltsort nennt und dafür sein Beschützer geköpft wird, was vom Emir bestätigt wird. Nun gibt sich Nasreddin zu erkennen, wird festgenommen und die Verurteilten werden freigelassen, da der Beschützer der Emir selbst ist. Nasreddin wird aber zum Tode durch Ertrinken verurteilt, in einen Sack verschnürt und an den Teich getragen. Unterwegs schafft er es, die Raffgier seiner Träger auszunutzen, die ihn dafür eine gewisse Zeit allein im Sack stehen lassen. Nun überzeugt er den vorbeikommenden Wucherer Dschafar mit dem Hinweis, dass er freiwillig im Sack sitzt, da dadurch alle körperlichen Gebrechen geheilt werden, mit ihm zu tauschen. Als die Träger zurückkommen, da sie gemerkt haben, dass sie reingelegt wurden, verprügeln sie den im Sack sitzenden Mann und tragen ihn weiter zum Teich. Hier werfen sie ihn ins Wasser, so dass Dschafar jämmerlich ertrinkt. Der nun am Teich stehenden und trauernden Bevölkerung gibt sich Nasreddin zu erkennen, was zu einem großen Jubel führt. Doch er bittet um Ruhe, damit er gemeinsam mit Gjuldschan die Stadt unbehelligt für immer verlassen kann.

## Produktion
Der Schwarzweißfilm hatte am 2. August 1943 unter dem Titel Насреддин в Бухаре in der Sowjetunion Premiere. In der SBZ fand die Erstaufführung des von Jupiter-Film synchronisierten Films am 27. Mai 1947 statt. Der Gesang aller Lieder des Films erfolgte in der usbekischen Sprache.

## Kritik
Das Nachrichtenmagazin Novastan schreibt, dass der Film nicht nur durch seine historische Kulisse begeistert, sondern sich auch spannende Abenteuer mit Eulenspiegeleien abwechseln.

-it. meinte in der Berliner Zeitung, dass es schade ist, dass der Film nicht in Farbe hergestellt wurde. Weiter steht über Nasreddin dort zu lesen:

„Mit freundlichem Humor und beachtlichem Tempo entrollen sich seine Erlebnisse in Buchara und es darf der deutschen Fassung dieses Films (Regie Harry Frank) bescheinigt werden, daß ihr eine gute Interpretation gelang.“

Das Lexikon des internationalen Films schreibt, dass der Film mit listigen und lustigen Episoden durchsetzt ist, die eine klassenkämpferische Note ausstrahlen.

## Synchronisation
| Rolle             | Darsteller           | Synchronsprecher  |
| ----------------- | -------------------- | ----------------- |
| Hodscha Nasreddin | Lew Swerdlin         | Axel Monjé        |
| Emir von Buchara  | Konstantin Michailow | Werner Pledath    |
| Dschafar          | Emmanuil Geller      | Walter Altenkirch |
| Nijas             | Wassili Saitschikow  | Walter Werner     |
| Gjuldschan        | M. Mirsakarimowa     | Erika Streithorst |
| Bachtijar         | Stepan Kajukow       | Karl Hannemann    |
| Jussup            | Abid Talipow         | Manfred Meurer    |
| Arslanbek         | Matwei Ljarow        | Walter Schramm    |
| Gussein-Guslija   | Nikolai Wolkow       | Wolf Trutz        |
| Ali               | Assad Ismatow        | Arthur W. Neubert |